# Pteraclis carolinus
 Pteraclis carolinus és una espècie de peix de la família dels bràmids i de l'ordre dels perciformes.

## Morfologia
Els mascles poden assolir els 50 cm de longitud total.

## Distribució geogràfica
Es troba al Mar dels Sargassos i a les costes africanes de l'Atlàntic.